# Győri ETO KC

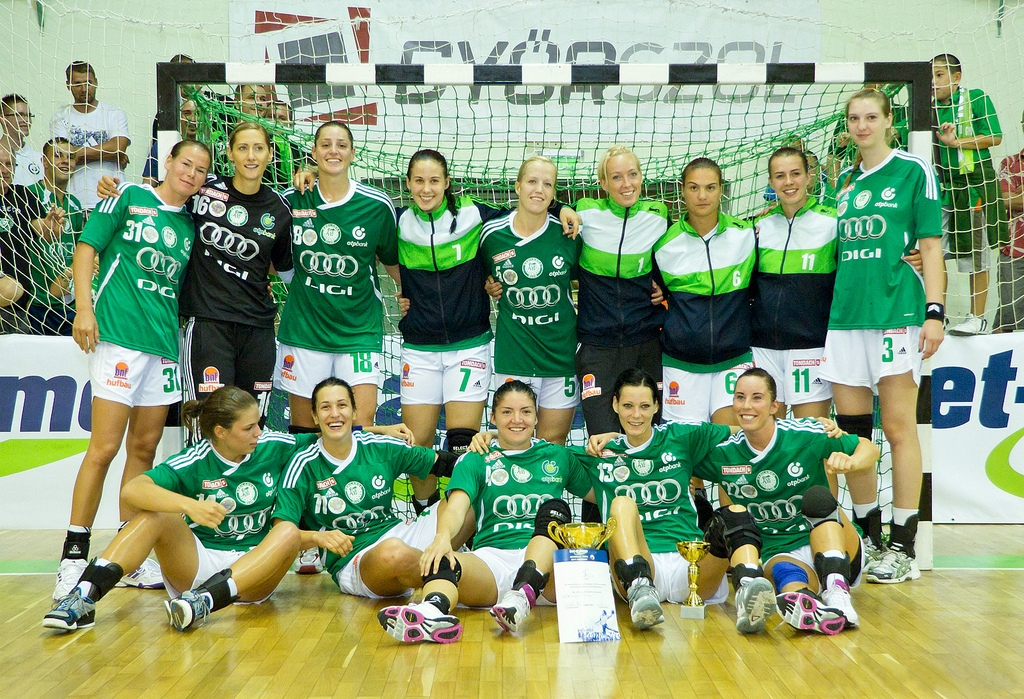
Győri ETO KC:s damlag, 2011.

Győri Egyetértés Torna Osztály Kézilabda Club (Győri ETO KC) är en handbollsklubb från Győr i Ungern, grundad 1948. 
Både dam- och herrlaget spelar i den högsta inhemska ligan, men damlaget är det mest framgångsrika. Deras största merit är att de vunnit Champions League sex gånger: 2013, 2014, 2017, 2018, 2019 och 2024.

## Historia
Föreningens sektion för handboll grundades 1948. Länge hade föreningen inga större framgångar i ligan. Honvéd Budapest dominerade herrhandbollen och Vasas SC dominerade damligan. Herrarnas största framgång kom på 1980-talet då man lyckades bli ungerska mästare tre gånger (1987, 1989, 1990) och 1986 vann man IHF-cupen. Damernas genombrott dröjde till 2000-talet med vinst i mästerskapet 2005, 2006 och 2008. 2007 och 2008 gick man till semifinal i Champions League och 2006 till final i Cupvinnarcupen. Säsongen 2012/2013 vann Győr för första gången Champions League och det har sedan blivit fyra Champions League-titlar till.

## Spelartrupp 2023/2024
| Nr | Land          | Pos | Namn                    |
| -- | ------------- | --- | ----------------------- |
| 16 | Norge         | MV  | Silje Solberg           |
| 30 | Nederländerna | MV  | Rinka Duijndam          |
| 71 | Ungern        | MV  | Kitti Dobány            |
| 89 | Danmark       | MV  | Sandra Toft             |
| 2  | Danmark       | V9  | Line Haugsted           |
| 5  | Sverige       | M6  | Linn Blohm              |
| 6  | Ungern        | H6  | Nadine Szöllősi-Schatzl |
| 7  | Norge         | M6  | Kari Brattset Dale      |
| 9  | Slovenien     | H9  | Ana Gros                |
| 10 | Brasilien     | V9  | Bruna de Paula          |
| 11 | Sydkorea      | H9  | Ryu Eun-hee             |

| Nr | Land          | Pos | Namn                  |
| -- | ------------- | --- | --------------------- |
| 15 | Norge         | M9  | Stine Bredal Oftedal  |
| 21 | Norge         | V9  | Veronica Kristiansen  |
| 22 | Ungern        | H6  | Viktória Győri-Lukács |
| 23 | Ungern        | H6  | Csenge Fodor          |
| 26 | Norge         | H6  | Emilie Hovden         |
| 27 | Frankrike     | M9  | Estelle Nze Minko     |
| 31 | Nederländerna | M6  | Yvette Broch          |
| 38 | Ungern        | M6  | Evelin Szár           |
| 62 | Ungern        | H6  | Dalma Varga           |
| 79 | Ungern        | V6  | Eszter Farkas         |
| 81 | Ungern        | M9  | Júlia Farkas          |

## Meriter
- Ungerska mästare (17): 1957, 1959, 2005, 2006, 2008, 2009, 2010, 2011, 2012, 2013, 2014, 2016, 2017, 2018, 2019, 2022, 2023
- Ungerska cupmästare (15): 2005, 2006, 2007, 2008, 2009, 2010, 2011, 2012, 2013, 2014, 2015, 2016, 2018, 2019, 2021
- EHF Champions League (6): 2013, 2014, 2017[2], 2018[3], 2019, 2024

## Spelare i urval
- Anita Görbicz (1997–2021)
- Beáta Hoffmann (–1985, 1992–2001)
- Anita Kulcsár (1995–2001)
- Anikó Nagy (1992–2001)
- Katalin Pálinger (–2000, 2007–2012)
- Krisztina Pigniczki (1993–2001)
- Anna Szántó (1993–1996)
- Andrea Farkas (2006)
- Bojana Radulović (2006–2007)
- Katrine Lunde (2010–2015)
- Heidi Løke (2011–2017)
- Kari Aalvik Grimsbø (2015–2020)
- Stine Bredal Oftedal (2017–)
- Veronica Kristiansen (2018–)
- Kari Brattset Dale (2018–)
- Silje Solberg (2020–)
- Nora Mørk (2016–2019)
- Linn Jørum Sulland (2015–2016)
- Ida Alstad (2016)
- Amanda Kurtović (2019–2020)
- Raphaëlle Tervel (2012–2014, 2022)
- Amandine Leynaud (2018–2022)
- Estelle Nze Minko (2019–)
- Béatrice Edwige (2019–2021)
- Laura Glauser (2020–2022)
- Katarina Bulatović (2013–2014, 2019–2020)
- Jovanka Radičević (2011–2013)
- Ana Đokić (2002–2008)
- Jelena Despotović (2021–)
- Anne Mette Hansen (2017–2023)
- Sandra Toft (2022–)
- Nycke Groot (2015–2019)
- Yvette Broch (2015–2018, 2022–)
- Simona Gogârlă (2004–2007)
- Anja Althaus (2017–2018)
- Susann Müller (2014–2015)
- Eduarda Amorim (2009–2021)
- Anna Sen (2014–2015)
- Andrea Lekić (2011–2013)
- Ana Gros (2010–2012, 2022–)
- Macarena Aguilar (2014–2015)
- Linn Blohm (2021–)
- Ryu Eun-hee (2021–)
- Eszter Mátéfi (1993–1997)